# Hyadesia fusca
Hyadesia fusca är en spindeldjursart som beskrevs av Lohmann 1894. Hyadesia fusca ingår i släktet Hyadesia, och familjen Hyadesiidae. Arten är reproducerande i Sverige.